# Caesius Bassus
Caesius Bassus – rzymski poeta z czasów Nerona, przyjaciel satyryka Persjusza, który zadedykował mu swoją VI satyrę. Bassus naśladował Horacego, pisał wiersze liryczne w różnych miarach. Utwory jego nie zachowały się.